# Olimpiadi degli scacchi del 1996
Le Olimpiadi degli scacchi del 1996 furono la 32ª edizione della competizione organizzata dalla FIDE. Si tennero a Erevan, in Armenia, dal 15 settembre al 2 ottobre. Comprendevano un torneo open e uno femminile.

## Torneo open
Il torneo open vide la partecipazione di 114 squadre, comprese tre armene e una dell'Associazione Internazionale scacchi alla cieca, per un totale di 665 giocatori. La formula applicata fu il sistema svizzero, sulla lunghezza di 14 turni.
Nei primi turni la classifica fu guidata dalla Cina, grazie anche ad una vittoria per 3-1 contro l'Ungheria; tuttavia i cinesi scivolarono indietro dopo due sconfitte consecutive contro la Russia, che divenne prima, e la Spagna, rispettivamente al quinto e al sesto turno. La stessa Spagna rimase seconda fino al decimo turno, quando fu sconfitta dall'Ucraina per 3-1, mentre i russi estendevano il loro vantaggio fino a 3,5 punti grazie ad una vittoria per 3,5-0,5 contro la Repubblica Ceca. A tre turni dal termine, cinque squadre rimanevano al secondo posto: l'Ucraina, gli Stati Uniti, Israele, la Bulgaria e l'Uzbekistan. Gli ucraini, grazie a due vittorie contro gli uzbeki (3-1) e i bulgari (2,5-1,5) avanzarono al secondo posto da soli, mentre il bronzo fu conteso tra Stati Uniti e Inghilterra, che giunsero a pari punti: la medaglia fu assegnata ai primi per bucholz.

### Risultati a squadre
| Pos. | Squadra              | Giocatori | Elo  | Punti |
| ---- | -------------------- | --- | ---- | ----- |
|      | Russia               | Garri Kasparov, Vladimir Kramnik, Aleksej Dreev, Pëtr Svidler, Evgenij Bareev, Sergej Rublëvskij                                    | 2714 | 38,5  |
|      | Ucraina              | Vasyl' Ivančuk, Volodymyr Malanjuk, Oleh Romanyšyn, Ihor Novikov, Oleksandr Oniščuk, Stanyslav Savčenko                             | 2633 | 35    |
|      | Stati Uniti          | Boris Gul'ko, Aleksej Ermolinskij, Nick De Firmian, Grigorij Kajdanov, Joel Benjamin, Larry Christiansen                            | 2595 | 34    |
| 4    | Inghilterra          | Nigel Short, Michael Adams, Jonathan Speelman, Matthew Sadler, Julian Hodgson, Stuart Conquest                                      | 2655 | 34    |
| 5    | Armenia A            | Vladimir Hakobyan, Rafayel Vahanyan, Smbat Lpowtyan, Artašes Manasyan, Ašot Anastasyan, Aršak Petrosyan                             | 2593 | 33,5  |
| 6    | Spagna               | Aleksej Širov, Miguel Illescas Córdoba, Jordi Magem Badals, David García Ilundain, Pablo San Segundo Carrillo, Félix Izeta Txabarri | 2605 | 33,5  |
| 7    | Bosnia ed Erzegovina | Ivan Sokolov, Predrag Nikolić, Bojan Kurajica, Emir Dizdarević, MI Nedeljko Kelecević, MI Muhamed Sinanović                         | 2584 | 33,5  |
| 8    | Georgia              | Zurab Azmaiparashvili, Giorgi Giorgadze, Zurab Sturua, Gennadi Zaichik, Lasha Janjgava, MI Kvicha Supatashvili                      | 2590 | 33    |
| 9    | Bulgaria             | Veselin Topalov, Kiril Georgiev, Vasil Spasov, Vladimir Dimitrov, MI Vladimir Georgiev, MI Boris Čatalbašev                         | 2619 | 33    |
| 10   | Germania             | Artur Jusupov, Robert Hübner, Rustem Dautov, Eric Lobron, Jörg Hockl, Christopher Lutz                                              | 2619 | 33    |

### Risultati individuali

#### Miglior prestazione Elo
|  | Giocatore              | Nazione     | Scacchiera | Punti | Partite | Elo iniziale | Prestazione |
|  | ---------------------- | ----------- | ---------- | ----- | ------- | ------------ | ----------- |
|  | GM Garri Kasparov      | Russia      | 1          | 7     | 9       | 2785         | 2873        |
|  | GM Vasyl' Ivančuk      | Ucraina     | 1          | 8,5   | 11      | 2730         | 2809        |
|  | GM Aleksej Ermolinskij | Stati Uniti | 2          | 8     | 11      | 2610         | 2760        |

#### Prima scacchiera
|  | Giocatore              | Nazione | Elo  | Punti | Partite | Percentuale |
|  | ---------------------- | ------- | ---- | ----- | ------- | ----------- |
|  | MI Mohamad Al-Modiahki | Qatar   | 2420 | 8     | 10      | 80          |
|  | GM Garri Kasparov      | Russia  | 2785 | 7     | 9       | 77,8        |
|  | GM Vasyl' Ivančuk      | Ucraina | 2730 | 8,5   | 11      | 77,3        |

#### Seconda scacchiera
|  | Giocatore              | Nazione     | Elo  | Punti | Partite | Percentuale |
|  | ---------------------- | ----------- | ---- | ----- | ------- | ----------- |
|  | Richard Robinson       | Bermuda     | 2085 | 8     | 10      | 80          |
|  | GM Aleksej Ermolinskij | Stati Uniti | 2610 | 8     | 11      | 72,7        |
|  | GM Giorgio Giordadze   | Georgia     | 2580 | 8,5   | 12      | 70,8        |

#### Terza scacchiera
|  | Giocatore             | Nazione      | Elo   | Punti | Partite | Percentuale |
|  | --------------------- | ------------ | ----- | ----- | ------- | ----------- |
|  | MI Saidali Iudalchev  | Uzbekistan   | 2515  | 11    | 14      | 78,6        |
|  | MF Suchart Chaichivit | Thailandia   | [ 8 ] | 7     | 9       | 77,8        |
|  | MI Vladimir Magai     | Kirghizistan | 2500  | 10,5  | 14      | 77          |

#### Quarta scacchiera
|  | Giocatore                       | Nazione     | Elo  | Punti | Partite | Percentuale |
|  | ------------------------------- | ----------- | ---- | ----- | ------- | ----------- |
|  | GM Matthew Sadler               | Inghilterra | 2615 | 10,5  | 13      | 80,8        |
|  | MF Veraphol Sunthornpongsathorn | Thailandia  | 2335 | 7     | 9       | 77,8        |
|  | GM Pëtr Svidler                 | Russia      | 2650 | 8,5   | 11      | 77,3        |

#### Quinta scacchiera (prima riserva)
|  | Giocatore         | Nazione   | Elo  | Punti | Partite | Percentuale |
|  | ----------------- | --------- | ---- | ----- | ------- | ----------- |
|  | Karen Asryan      | Armenia B | 2380 | 10    | 12      | 83,3        |
|  | GM Evgenij Barrev | Russia    | 2655 | 7,5   | 10      | 75          |
|  | MI Trajce Nedev   | Macedonia | 2415 | 8     | 11      | 72,7        |

#### Sesta scacchiera (seconda riserva)
|  | Giocatore        | Nazione    | Elo   | Punti | Partite | Percentuale |
|  | ---------------- | ---------- | ----- | ----- | ------- | ----------- |
|  | Geoffrey Makumbi | Uganda     | [ 8 ] | 7,5   | 8       | 93,8        |
|  | Pavol Pčola      | Slovacchia | 2450  | 7     | 8       | 87,5        |
|  | MF Amir Mallahi  | Iran       | 2200  | 6,5   | 8       | 81,3        |

## Torneo femminile
Il torneo femminile vide la partecipazione di 74 squadre, di cui due armene ed una dell'Associazione Internazionale scacchi alla cieca, per un totale di 294 giocatrici partecipanti. Il torneo fu giocato con il sistema svizzero, sulla lunghezza di 14 turni.
I primi turni videro in testa alla classifica la Cina e l'Ucraina, che vennero poi superate al settimo turno dalla Georgia, che guadagnò un paio di punti di vantaggio nei turni successivi, mantenendo la prima posizione fino alla fine. La lotta per le medaglie vide impegnate, oltre alle cinese e alle ucraina, la Russia: queste tre nazionali si scambiarono a vicenda più volte la seconda e la terza posizione, mentre la Romania a volte riusciva a raggiungere la quarta posizione a pari merito. L'Ucraina, dopo due pareggi consecutivi (con Ungheria e Moldavia), si ritrovò, prima dell'ultimo turno, un punto dietro la Cina, terza, che a sua volta era ad un punto dalla Russia. Quest'ultima, nonostante il vantaggio, vinse solamente il bronzo, a causa di un pareggio con le ungheresi, che le fece raggiungere dalla Cina, che ottenne l'argento grazie al bucholz.

### Risultati a squadre
| Pos. | Squadra     | Giocatrici                                                                                          | Elo  | Punti |
| ---- | ----------- | --------------------------------------------------------------------------------------------------- | ---- | ----- |
|      | Georgia     | GM Maia Chiburdanidze, MI Nana Ioseliani, MI Ketevan Arakhamia-Grant, GMF Nino Gurieli              | 2498 | 30    |
|      | Cina        | GM Xie Jun, GMF Zhu Chen, GMF Wang Lei, GMF Wang Pin                                                | 2425 | 28,5  |
|      | Russia      | MI Alisa Galljamova, GMF Svetlana Matveeva, GMF Svetlana Prudnikova, GMF Ljudmila Zajceva           | 2443 | 28,5  |
| 4    | Ucraina     | GMF Inna Haponenko, GMF Marta Litinskaja, MIF Olena Sedina, MIF Natalja Žukova                      | 2343 | 26,5  |
| 5    | Ungheria    | MI Zsófia Polgár, MI Ildikó Mádl, Nora Medvegy, MIF Nikoletta Lakos                                 | 2387 | 26    |
| 6    | Romania     | GMF Cristina Foişor, GMF Corina-Isabela Peptan, GMF Elena Luminita Radu-Cosma, MIF Gabriela Olarasu | 2355 | 25,5  |
| 7    | Israele     | MIF Masha Madl, GMF Anna Segal, Ludmila Tsifanskaya, MFF Ela Pitam                                  | 2310 | 25    |
| 8    | Kazakistan  | GMF Elvira Sakhatova, MIF Fliura Uskova, MIF Tamara Girkiyan-Klink, Tatyana Sergeeva                | 2305 | 24,5  |
| 9    | Polonia     | GMF Agnieszka Brustman, GMF Monika Bobrowska, MIF Joanna Dworakowska, MFF Marta Zielińska           | 2330 | 24,5  |
| 10   | Inghilterra | GMF Susan Lalic, MIF Harriet Hunt, MFF Ruth Sheldon, GMF Jana Bellin                                | 2303 | 24    |

### Risultati individuali

#### Miglior prestazione Elo
|  | Giocatore                   | Nazione | Scacchiera | Punti | Partite | Elo iniziale | Prestazione |
|  | --------------------------- | ------- | ---------- | ----- | ------- | ------------ | ----------- |
|  | GMF Zhu Chen                | Cina    | 2          | 10    | 13      | 2420         | 2561        |
|  | MI Nana Ioseliani           | Georgia | 2          | 10    | 13      | 2500         | 2539        |
|  | MI Ketevan Arachamija-Grant | Georgia | 3          | 8     | 10      | 2455         | 2530        |

#### Prima scacchiera
|  | Giocatrice                       | Nazione      | Elo  | Punti | Partite | Percentuale |
|  | -------------------------------- | ------------ | ---- | ----- | ------- | ----------- |
|  | MFF Mehri Ovezova                | Turkmenistan | 2145 | 10,5  | 14      | 75          |
|  | MIF Martha Lorena Fierro Baquero | Ecuador      | 2200 | 9,5   | 13      | 73,1        |
|  | MI Zsófia Polgár                 | Ungheria     | 2480 | 10    | 14      | 71,4        |

#### Seconda scacchiera
|  | Giocatrice           | Nazione          | Elo   | Punti | Partite | Percentuale |
|  | -------------------- | ---------------- | ----- | ----- | ------- | ----------- |
|  | GMF Zhu Chen         | Cina             | 2420  | 10    | 13      | 76,9        |
|  | MI Nana Ioseliani    | Georgia          | 2500  | 10    | 13      | 76,9        |
|  | Maria-Alejandra Diaz | Antille Olandesi | [ 8 ] | 10,5  | 14      | 75          |

#### Terza scacchiera
|  | Giocatrice                  | Nazione    | Elo  | Punti | Partite | Percentuale |
|  | --------------------------- | ---------- | ---- | ----- | ------- | ----------- |
|  | MI Ketevan Arachamija-Grant | Georgia    | 2455 | 8     | 10      | 80          |
|  | Nadejda Reprun              | Uzbekistan | 2140 | 9     | 12      | 75          |
|  | MIF Olena Sedina            | Ucraina    | 2345 | 9,5   | 13      | 73,1        |

#### Quarta scacchiera (riserva)
|  | Giocatrice          | Nazione   | Elo  | Punti | Partite | Percentuale |
|  | ------------------- | --------- | ---- | ----- | ------- | ----------- |
|  | MIF Marta Zielińska | Polonia   |      | 6     | 7       | 85,7        |
|  | MFF Ela Pitam       | Israele   | 2255 | 9,5   | 12      | 79,2        |
|  | Rachel Pascua       | Filippine | 2005 | 6,5   | 9       | 72,2        |

## Partecipanti
Parteciparono ad entrambi i tornei:
- Associazione Internazionale scacchi alla cieca
- Antille Olandesi
- Angola
- Armenia
- Australia
- Austria
- Bangladesh
- Bielorussia
- Bosnia ed Erzegovina
- Brasile
- Bulgaria
- Canada
- Cina
- Colombia
- Croazia
- Cuba
- Danimarca
- Ecuador
- Emirati Arabi Uniti
- Estonia
- Filippine
- Finlandia
- Francia
- Georgia
- Germania
- Giappone
- Grecia
- India
- Indonesia
- Inghilterra
- Iran
- Irlanda
- Israele
- Isole Vergini Americane
- Italia
- Jugoslavia
- Kazakistan
- Kirghizistan
- Lettonia
- Libano
- Lituania
- Moldavia
- Malaysia
- Macedonia
- Norvegia
- Nuova Zelanda
- Paesi Bassi
- Polonia
- Portogallo
- Porto Rico
- Rep. Ceca
- Romania
- Russia
- Scozia
- Seychelles
- Siria
- Slovacchia
- Slovenia
- Spagna
- Sri Lanka
- Stati Uniti
- Svezia
- Svizzera
- Turkmenistan
- Turchia
- Ucraina
- Ungheria
- Uzbekistan
- Venezuela
- Vietnam

Parteciparono al solo torneo open:
- Afghanistan
- Andorra
- Argentina
- Barbados
- Belgio
- Bermuda
- Botswana
- Brunei
- Cile
- Cipro
- Egitto
- El Salvador
- Galles
- Guernsey
- Haiti
- Hong Kong
- Honduras
- Islanda
- Fær Øer
- Jersey
- Liechtenstein
- Lussemburgo
- Macao
- Marocco
- Malta
- Monaco
- Mozambico
- Mauritius
- Nicaragua
- Paraguay
- Perù
- Qatar
- Sudafrica
- San Marino
- Singapore
- Thailandia
- Tagikistan
- Tunisia
- Uganda
- Uruguay
- Yemen
- Zimbabwe